# Steffie van der Peet
Steffie van der Peet (La Haya, 10 de septiembre de 1999) es una deportista neerlandesa que compite en ciclismo en la modalidad de pista.
Ganó dos medallas en el Campeonato Mundial de Ciclismo en Pista, en los años 2022 y 2024, y siete medallas en el Campeonato Europeo de Ciclismo en Pista entre los años 2019 y  2025.

## Medallero internacional
| Campeonato Mundial | Campeonato Mundial       | Campeonato Mundial | Campeonato Mundial    |
| Año                | Lugar                    | Medalla            | Competición           |
| ------------------ | ------------------------ | ------------------ | --------------------- |
| 2022               | Saint-Quentin (Francia)  | Medalla de bronce  | Keirin                |
| 2024               | Ballerup (Dinamarca)     | Medalla de plata   | Velocidad por equipos |
| Campeonato Europeo |                          |                    |                       |
| Año                | Lugar                    | Medalla            | Competición           |
| 2019               | Apeldoorn (Países Bajos) | Medalla de bronce  | Velocidad por equipos |
| 2021               | Grenchen (Suiza)         | Medalla de oro     | Velocidad por equipos |
| 2022               | Múnich (Alemania)        | Medalla de plata   | Velocidad por equipos |
| 2023               | Grenchen (Suiza)         | Medalla de bronce  | Velocidad por equipos |
| 2024               | Apeldoorn (Países Bajos) | Medalla de bronce  | Velocidad por equipos |
| 2025               | Heusden-Zolder (Bélgica) | Medalla de oro     | Velocidad por equipos |
| 2025               | Heusden-Zolder (Bélgica) | Medalla de oro     | Keirin                |

1. 1 2 3  Compitió en la ronda de clasificación.